# 甘木鐵道

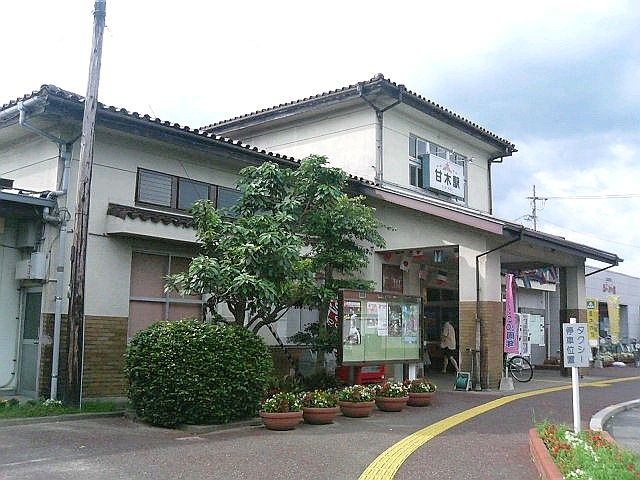
甘木鐵道總公司設於終點站甘木車站內。

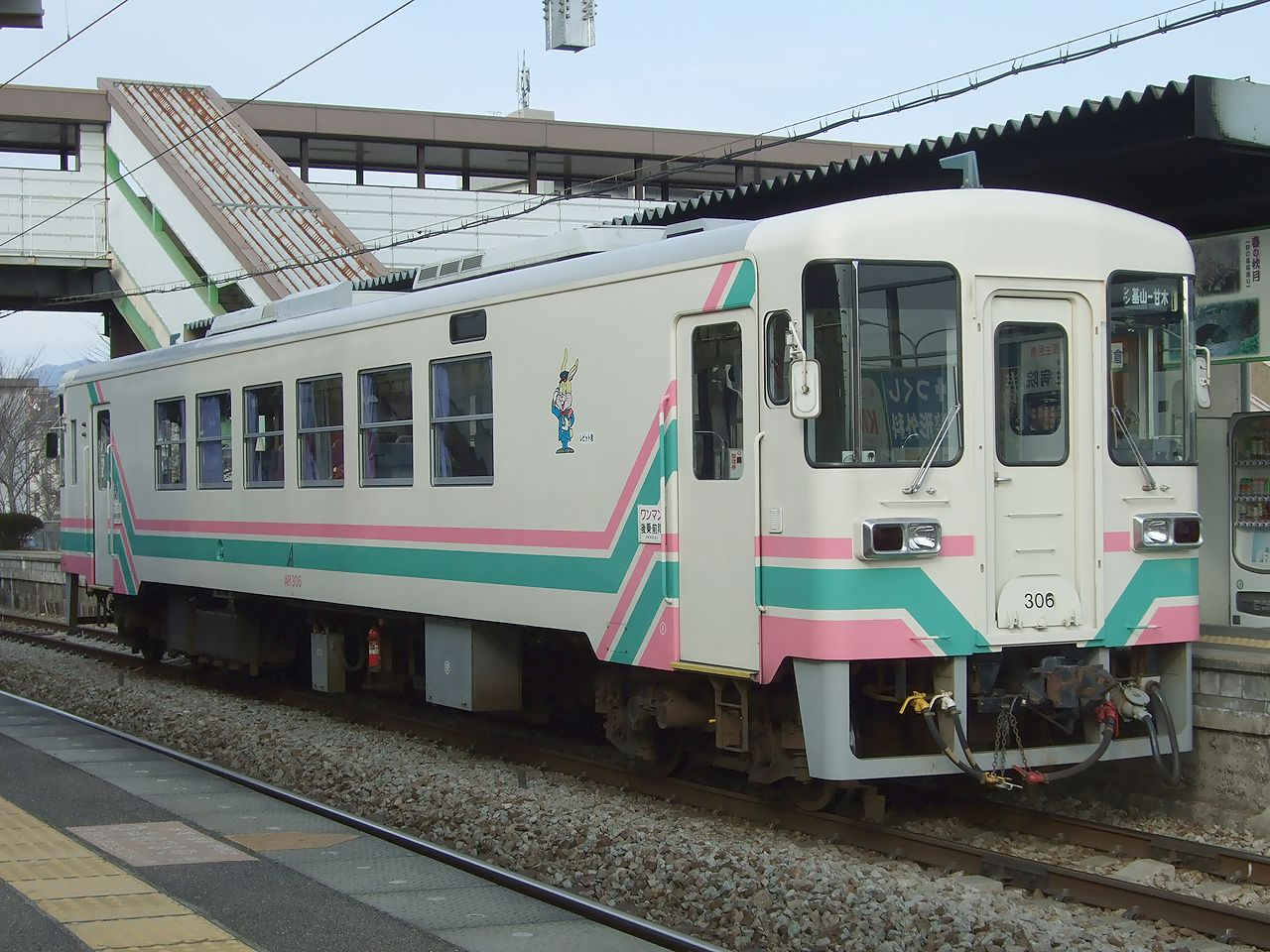
甘木鐵道的營運主力、AR300型柴油客車（AR306號）。

甘木鐵道股份有限公司（日语：／ Amagi Tetsudō */?），簡稱甘木鐵道，是一個總公司設於福岡縣朝倉市的日本地方鐵路公司。甘木鐵道是在1985年時，為了繼承原本預計要廢線的日本國有鐵道（日本國鐵）特定地方交通線——甘木線——的經營，而由朝倉市、筑前町、基山町與麒麟啤酒共同出資所成立的第三部門鐵路業者。

## 簡介
甘木鐵道所經營的甘木線，主要連結福岡縣朝倉市與佐賀縣三養基郡基山町。由於國鐵時代的甘木線並不是福岡市與甘木市（今日朝倉市的前身）之間唯一的一條鐵路線，兩地之間尚有重要度更高的西日本鐵道（西鐵）甘木線，還有路線與國鐵甘木線完全平行的公車路線存在，福岡市官方原本對於保持此路線的營運抱持著興趣缺缺的態度。但在甘木市與三輪町（今筑前町的前身之一）等地、國鐵甘木線沿線的居民熱切的爭取下，福岡縣與其下屬的沿線行政區最後還是出資撥入經營安定基金，成立了甘木鐵道。
接手甘木線之後開始營運的甘木鐵道，在大部分都是以服務地方為主、經常處於虧損狀態的第三部門鐵路業者中，是少見的獲利優等生之一。由於擁有的路線接近福岡都市圈，再加上業者本身的努力經營，例如特別為了提升與西鐵天神大牟田線之間的轉運效果，而在接手經營後將沿線的小郡車站（國鐵時代原名「筑後小郡」）搬遷至與大牟田線的交叉點上，除了少數的年度外，甘木鐵道大部分都處於盈餘或虧損極微狀態。

## 路線
| 中文線名 | 日文線名 | 起點 | 終點 | 距離（公里） |
| -------- | -------- | ---- | ---- | ------------ |
| 甘木線   |          | 基山 | 甘木 | 13.7         |

甘木鐵道只設有甘木線一條路線，合共11個車站。在甘木線沿線各站中，除了公司總部所在的終點站甘木車站外，全都採無人駐守方式經營。大致成東西走向，由西至東分別串連了JR鹿兒島本線、西鐵天神大牟田線與西鐵甘木線三條呈南北向的鐵路線，因此較一般經常處於路線末端的第三部門鐵路線，擁有較高的接駁價值而帶動了較高的搭乘率。

## 車輛
與大部分的日本第三部門鐵路業者相同，甘木鐵道也是採用「鐵路巴士」（Railbus）風格、搭載一般公路車輛設備的輕型鐵路車輛，以單節車廂行駛的方式營運。至2012年底止甘木鐵道擁有8輛車輛，包括一輛由日本寶籤協會（日本宝くじ協会）所捐贈的「寶籤號」（宝くじ号）。
- 使用中車型：
  - AR300型（AR301至AR307號）：又透過公開徵名的方式賦予「兔子君」號（レビット君）的暱稱。
  - AR400型（AR401「寶籤號」）：車身採用「卑彌呼」特殊圖裝。
- 已退役車型
  - AR100型（AR101至AR106號）
  - AR200型（AR201號，除役後出售給緬甸）

## 外部連結
- 甘木車站官方網站 （页面存档备份，存于）（日語）